# Comuna Beleți-Negrești, Argeș
Beleți-Negrești (în trecut, Beleți) este o comună în județul Argeș, Muntenia, România, formată din satele Beleți, Lențea, Negrești și Zgripcești (reședința).

## Așezare
Comuna se află în estul județului, pe malurile Cârcinovului, pe cursul său superior, până în zona unde primește apele afluentului Râul Grecilor. Este străbătută de șoseaua județeană DJ702, care o leagă spre sud de Priboieni și Topoloveni (unde se termină în DN7) și spre nord de Dobrești, Boteni și mai departe în județul Dâmbovița de Cândești.

## Sit arheologic
Existența anterioară a unei comunități umane pe teritoriul actual al localității Beleți este atestată prin tezaurul de monede geto-dacice de tip Filip al II-lea descoperite, precum și prin tumulii din epoca bronzului timpuriu de pe teritoriul satului Negrești cercetați arheologic de prof. Eugenia Popescu și Romeo Maschio de la Muzeul Județean Argeș, în 1977.

## Toponimie
Beleți - toponim care indică o caracteristică a locului sau a locuitorilor, provenind din tema slavă bel = „alb” în antiteză semantică, fiind Negrești, sat component al comunei. Numele satului Beleți este asociat, însă, prin tradiție, cu domnitorul Țării Românești, Vlad Țepeș, cel care „ar fi construit, în aceste locuri, o casă pentru judecarea boierilor „hicleni”, inamici ai domnului, loc unde Țepeș ar fi pedepsit, prin tragere în țeapă, pe cei care au făcut rău „țării”.
Lențea - toponim derivat, prin afereză, din numele propriu Elena, Lențea fiind, potrivit unor documente legale, deținătoarea unor proprietăți întinse în aria actuală a satului.
Negrești - toponim social colectiv cu valoare antonimică în raport cu Beleți. La origine, un antroponimic format pe baza unei porecle - Negrea, poreclă ce viza o particularitate fizică individuală a unuia dintre fondatorii așezării.
Zgripcești - nume topic format pe baza apelativului zgripcă (termen popular, cu sens depreciativ, pentru „vioară”), indicând ocupația unor locuitori din sat, lăutari de profesie. Denumirea anterioară a satului a fost Negreștii de Jos.

## Specific etnocultural
Arhitectura construcțiilor este specifică arhitecturii populare muscelene. Construcțiile de locuit prezintă, sub raportul elevației,  un parter amenajat ca depozit de produse agricole, și, parțial, ca bucătărie; un etaj cu plan, în general, bicameral, cu accese separate din sală. Edificiile mai vechi (de la sfârșitul secolului al XIX-lea și începutul secolului XX) au ample decoruri în stucatură (glastre de flori, motive geometrice variate). Noile construcții prezintă un plan extins, edificarea acestora, folosindu-se, cu precădere, cărămida.
Portul popular tradițional este specific zonei Muscel.
Există meștere care s-au făcut remarcate în arta țesutului și a cusutului: Stăncilă Zoia Elisabeta - fostă șefă de secție la Cooperativa meșteșugărească Topoloveni, Cristea Victoria (n. 1936) și Dițu Maria (n. 1931) sunt specializate în confecționarea iilor, cămășilor bărbătești, fotelor, vâlnicelor, prosoapelor, șervetelor, fețelor de masă, mileurilor pe care realizau pentru Cooperativa meșteșugărească Topoloveni. În domeniul artei populare, s-a remarcat, în fazele finale ale concursurilor naționale din perioada anilor 1956-2006, creatorul popular Lăutaru Dumitru din Beleți-Negrești care a obținut premii pentru împletituri din răchită.
Din repertoriul folclorului coregrafic zonal, prezintă elemente de particularizare locală dansurile: Alunelul vechi, Ardeleanca, Brâul, Brâul de la Beleți, Brâul mărunțel de la Beleți, Bumbacul, Cârjalia, Ceardacul, Costoreanca, Drumul naibii, Dura. Fețilii, Floricica, Foișoreanca, Hațegana de la Beleți-Negrești, Hoina, Hora în două părți, Hora la patru, Hora Nuții, Jianu, Joiana, Lozeasca, Mândrulița, Murgulețul de la Beleți, Oleanul, Petrișorul, Polca pe furate, Rindeaua, Romanul, Rozeasca, Sitilii, Sultănica, Țarina, Vlășcencuța, Zuralia.
Târgul tradițional  se desfășoară cu prilejul Zilei de Adormirea Maicii Domnului (15 august) în satul Negrești.

## Patrimoniul cultural-istoric
Biserica Beleți (1852-1853) a fost ctitorită de obștea satului, pe locul unei biserici de lemn „neîncăpătoare”, vândută satului Călugărița. Pictura murală a fost executată de Alexie zugrav (1853) și restaurată de Gheorghe Manu-Godeni (1934) și Marian Stama (1995).
Biserica Negrești (1863-1865) a fost ctitorită de pr. Constantin Arsene, Neacșa, soția sa, și obștea satului. Intervențiile de restaurare au vizat consolidarea turlei (1907), refacerea acoperișului (1929), pictura murală realizată de Ilie zugrav-Pitești (1865), repictată de Gabriel Dogărescu-București (1973).
Biserica Zgripcești (1860-1861) a fost ctitorită de pr. Sima, diacon Arsene Zgripcescu. Intervențiile de restaurare au avut loc în anii 1927, 1962 și 1986 și au vizat pictura murală executată de Ilie, Voicu și Neculae (1861) și repictată de Vasile Ioescu-Boțești în anul 1927.
Cruci de piatră: Beleți (1719), Negrești (1707).
Monumentul eroilor Beleți, lângă Magazinul alimentar Beleți (1877, 1913; 1916-1918; 1941-1945); autor: V. Mazzaroba (1946).

## Demografie
Componența etnică a comunei Beleți-Negrești
     Români (95%)
     Alte etnii (0,06%)
     Necunoscută (4,94%)
Componența confesională a comunei Beleți-Negrești
     Ortodocși (94,37%)
     Alte religii (0,11%)
     Necunoscută (5,52%)
Conform recensământului efectuat în 2021, populația comunei Beleți-Negrești se ridică la 1.740 de locuitori, în scădere față de recensământul anterior din 2011, când fuseseră înregistrați 1.941 de locuitori. Majoritatea locuitorilor sunt români (95%), iar pentru 4,94% nu se cunoaște apartenența etnică. Din punct de vedere confesional, majoritatea locuitorilor sunt ortodocși (94,37%), iar pentru 5,52% nu se cunoaște apartenența confesională.

## Politică și administrație
Comuna Beleți-Negrești este administrată de un primar și un consiliu local compus din 11 consilieri. Primarul, Constantin Cătănea[*], de la Partidul Social Democrat, este în funcție din 1 noiembrie 2024. Începând cu alegerile locale din 2024, consiliul local are următoarea componență pe partide politice:
|  | Partid                          | Consilieri | Componența Consiliului | Componența Consiliului | Componența Consiliului | Componența Consiliului | Componența Consiliului |
|  | ------------------------------- | ---------- | ---------------------- | ---------------------- | ---------------------- | ---------------------- | ---------------------- |
|  | Partidul Social Democrat        | 5          |                        |                        |                        |                        |                        |
|  | Partidul Național Liberal       | 3          |                        |                        |                        |                        |                        |
|  | Uniunea Salvați România         | 2          |                        |                        |                        |                        |                        |
|  | Alianța pentru Unirea Românilor | 1          |                        |                        |                        |                        |                        |

## Istorie
La sfârșitul secolului al XIX-lea, comuna purta numele de Beleți, făcea parte din plasa Podgoria a județului Muscel și era formată din satele Beleți, Negrești și Zgripcești, având în total 1438 de locuitori ce trăiau în 348 de case. În comună erau câteva mori de apă, trei biserici și o școală cu 55 de elevi. Anuarul Socec din 1925 consemnează comuna în aceeași plasă, având aceeași alcătuire plus cătunul Albotele, și o populație de 2362 de locuitori. În 1931, comuna a luat numele de Beleți-Negrești, pe care îl mai purtase și anterior.
În 1950, ea a fost transferată raionului Topoloveni și apoi (după 31 dec.1960) raionului Găești din regiunea Argeș. În 1968, a trecut la județul Argeș.

## Monumente istorice
În comuna Beleți-Negrești se află două cruci de piatră clasificate ca monumente istorice memoriale sau funerare de interes național: Crucea lui Piroi (aflată în centrul satului Beleți, vis-a-vis de fosta cooperativă), datând din 1720; și o altă cruce aflată în satul Negrești, datând din 1707.

## Personalități
- BELEȚEANU, Nicodim (1632-?) - „egumen al Mănăstirii Negru Vodă din Câmpulung-Muscel, care a redat monumentului religios, prin lucrările efectuate, vechea sa splendoare”[19].
- LĂZĂRESCU, Gheorghe (1908-?) - preot, cu preocupări gospodărești: asigură financiar consolidarea bisericilor din Furești și Boțești, repictarea bisericii Boțești, pe care o înzestrează cu un iconostas de lemn. Efectuează cercetări sociologice în Basarabia (1934). Funcționează ca preot la: Furești (1936-1940), Boțești (1940-1963), Ștefănești-Ilfov (1963-1968), Biserica  „Sf. Împărați” - București (1968-2004). A fost distins cu „Brâul roșu” (1942), rangul de „iconom stavrofor”  (1961) și Crucea patriarhală[20].
- MARINESCU, Aurel (1898-1956) - judecător, prim-procuror, prim-președinte la Tribunalul Câmpulung-Muscel; magistrat martir: credincios principiului „Pereat mundus, fiat justitia”, admite, în 1946, contestația omului politic Ion Mihalache căruia i se refuzase dreptul de a candida la alegerile parlamentare; demisionează din magistratură și se ascunde de Securitate timp de 10 ani, la nepotul său, Aurel Boștenaru, unde a decedat; acesta îl îngroapă pe ascuns în grădina casei, transferându-i, în secret, peste ani, osemintele la Cimitirul Bellu. Autor al volumului postum „Instaurarea conducerii comuniste în România. Mărturisiri 1946-1953”, București, 2000[21].
- POPESCU, Ștefan (1902-1986) - dascăl al învățământului școlar românesc, coordonator al volumului „Anuarul învățământului primar” (1933).
- POPESCU-Județ Gheorghe (1911-1972